# 吳橋兵變
吳橋兵變是明朝的一場兵變，崇禎四年（1631年）八月，女真首領皇太極攻大凌河城（今遼寧凌海市）。登萊巡撫孫元化急令部下孔有德支援，但孔有德缺乏食物、銀錢，經過吳橋時，一個士兵飢寒交迫，搶了當地門閥王象春家僕的一隻雞，兩方發生爭執，家僕被殺，王象春之子不肯甘休，四處伸冤，全軍大怒，擁立孔有德造反，孔有德的舊交耿仲明也跟進。崇禎六年（1633年）孔有德、耿仲明力量不支，只好投降皇太極。因孔有德軍掌握了當時先進的火砲技術，使得八旗的軍備大興。

## 背景
崇禎三年（1630年）正月，孫元化隨孫承宗鎮守山海關，三月加山東按察司副使，五月升登萊巡撫。後袁崇煥殺毛文龍，於皮島的毛文龍舊將嘩變，孫元化接收了皮島的叛將孔有德、耿仲明、李九成及其子李應元諸將。孔有德被任命為騎兵參將，耿仲明則被派往登州要塞。
崇禎四年（1631年）八月，皇太極率清兵攻大凌河城（今遼寧凌海市），祖大壽受困城內。八月二十二日發文命駐防在皮島的前協副總兵張燾率兵至旅順旁之雙島，與參將黃蜚以及孔有德部會師。張燾等遇颶風，遲遲未能從海路至三岔河（今營口市西邊）牽制敵軍。十月二十三日命孫元化急調孔有德以八百騎趕赴前線增援，閏十一月十四日，部隊始齊集。登州遼東兵與山東兵素不和，“或相殘殺，遼人怨憤”，二十七日，孔有德抵達吳橋（今河北省沧州市吴桥县，明末属于山东）。

## 過程
因遇大雨春雪，部隊給養不足，又部隊行抵吳橋時，與山東人屢有摩擦，吳橋知縣畢自寅（畢自嚴、畢自肅兄弟）默許縣人閉門罷市。有一士兵強取山東望族王象春家僕一雞，該士兵被「穿箭遊營」。於是士兵氣憤，擊殺該家僕，事後王象春之子不肯罷休，要求查明真相，李九成把孫元化給的市馬錢花盡，恐遭非議，於是搶劫嘩變。
孔有德受李九成、李應元父子的煽動，在吳橋發動叛變，在山東境內連陷數城，登萊總兵黃龍遭叛兵割去耳鼻，史稱「吳橋兵變」。廣東道御史宋賢上疏抨擊山東巡撫余大成、孫元化：“登萊撫臣孫元化侵餉縱兵，貪穢已極。其所轄士卒，數月間一逞於江東，則劓截主將；再逞于濟南，則攻陷城池，皆法之所不赦者。”廣西道試御史蕭奕輔指責孫元化放任孔有德，又說張燾“卸罪於波濤，借詞于風汛”。
後孔有德倒戈殺回山東半島，連陷臨邑、陵縣、商河、青城諸城，率兵直趨登州。孫元化急令張燾率遼兵守登州城外，遺總兵官張可大發兵抗擊，以兩路成合擊之勢。但張燾部與孔有德舊職，張燾的兵卒隨即投入孔有德行列，而張可大部自是大敗。與孔有德是舊交的登州中軍耿仲明、陳光福等人，立即舉火開門，崇禎五年（1632年）一月登州便告失陷，擄獲了舊兵六千人、援兵千人、馬三千匹、餉銀十萬兩、紅夷大砲二十餘位，西洋砲三百位。總兵張可大斬殺其妾陳氏後，上吊自盡，孫元化自殺未成，不向叛軍妥協，城中葡萄牙人有公沙·的西勞、魯未略、拂朗亞蘭達、方斯谷、額弘略、恭撒彔、安尼、阿彌額爾、薩琮、安多、兀若望、伯多彔等12人死亡，15人重傷。孔有德念舊，五年二月將元化和宋光蘭、王徵、張燾等人放還。孫元化與余大成、張燾回到京師，為政敵陝西道試御史余應桂、兵科給事中李夢辰所陷害，元化送鎮撫司，獄中遭到酷刑，“手受刑五次，加掠二百餘”。徐光啟上疏稱如孫元化有造反之意，“臣願以全家百口共戮”，終無法挽回。崇禎五年七月二十三日（1632年9月7日）孫元化與張燾同被處死，宋光蘭和王徵、余大成充軍。
崇禎五年八月孔有德兵敗於沙河的祖大弼、張韜等關外兵，萊州之圍遂解。六年四月，孔有德、耿仲明從鎮江堡（臨鴨綠江出海口）降後金，降書曰：“本帥現有甲兵數萬，輕舟百餘，大砲、火器俱全。有此武器，更與明汗同心協力，水陸並進，勢如破竹，天下又誰敢與汗為敵乎？”皇太極大喜，出郊十里迎接，原本火砲力量不強的滿洲人（《明熹宗實錄》和徐光啟《略陳台銃事宜並申愚見疏》均載，天啟元年後金攻遼陽時已用火炮）此後大大增強火砲武力，日後成為大清南下橫掃千里的大軍。

## 評價
吳橋兵變此一事件本身從一偷雞小事釀成為明朝滅亡的導火線。時人稱吳橋兵變爆發的原因為：“孔、李梟獍素習，一反也；為登土人凌蔑積恨，二反也；不願遠戍寧遠，三反也。”

## 外部連結
- 黃一農：〈吳橋兵變：明清鼎革的一條重要導火線（页面存档备份，存于）〉。
- 黃一農：〈崇禎朝「吳橋兵變」重要文獻析探（页面存档备份，存于）〉。